# Estrela de Istar

Estrela de Istar

A Estrela de Istar ou Estrela de Inana é um símbolo da antiga deusa suméria Inana e sua semítica oriental equivalente, Istar. A coruja foi um dos principais símbolos de Istar. A deusa é geralmente associada com o planeta Vênus, que também é conhecido como a estrela da manhã.

## História

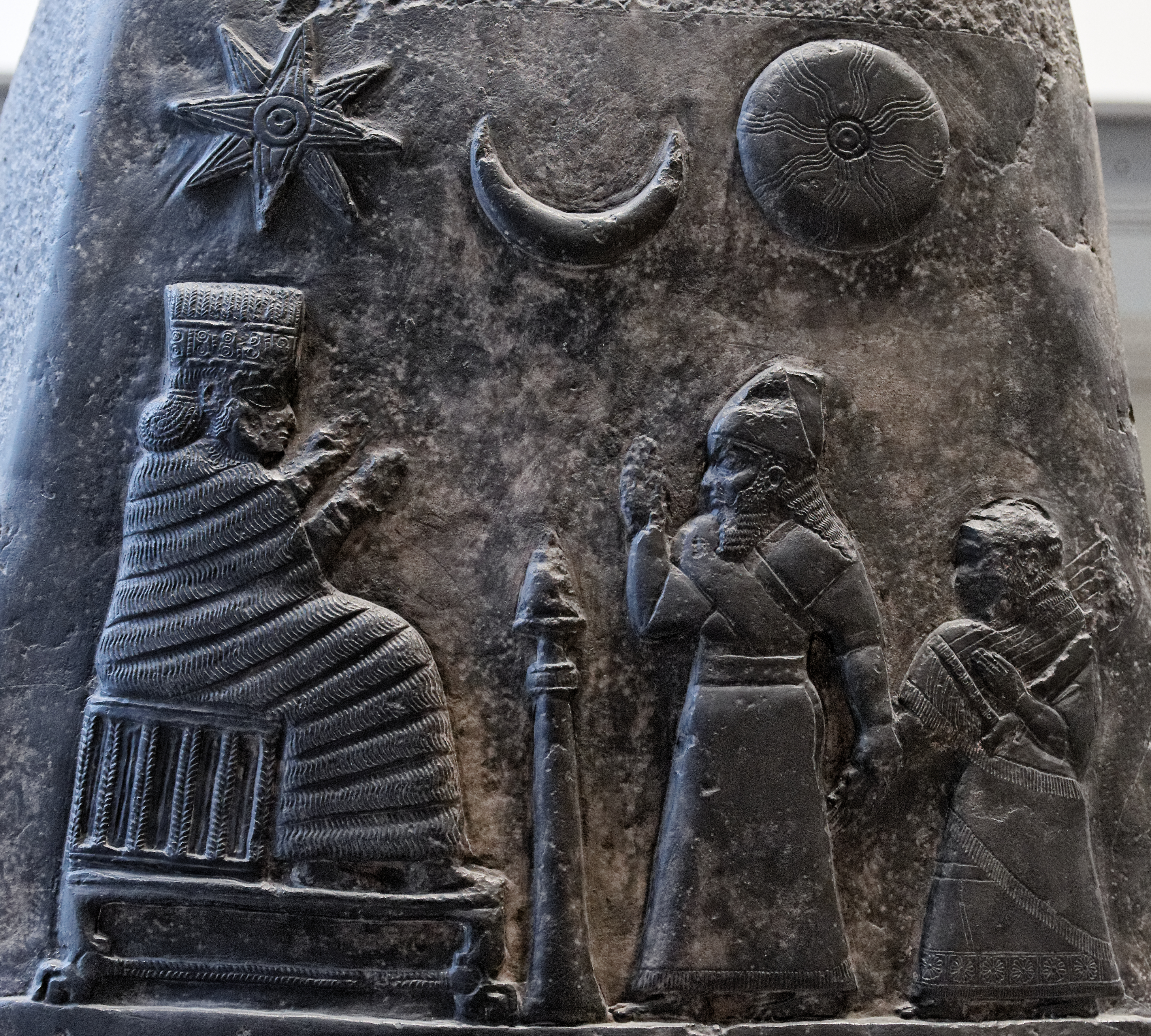
Representação da Estrela de Istar (esquerda) num cudurru, de Melisipaque II (século XII a.C.).

A Estrela de Inana geralmente tinha oito pontas, apesar do número exato variar. Estrelas de seis pontas também ocorriam de forma frequente, mas seu significado simbólico é desconhecido. Era o símbolo mais comum de Inana e, posteriormente, tornou-se o símbolo mais comum de Istar, semítica oriental equivalente de Inana. Também parece que originalmente possui-a uma associação geral com os céus, mas, no Período Paleobabilônico, passou a ser especificamente associada com o planeta Vênus, com o qual Istar era identificada. Começando no mesmo período, a Estrela de Istar era fechada dentro de um disco circular.
Posteriormente, os escravos que trabalhavam nos templos de Istar eram marcados com o selo da estrela de oito pontas. Em cudurrus e selos cilíndricos, a estrela de oito pontas geralmente é apresentada ao lado da Lua crescente, que era o símbolo de Sim, deus da Lua e um disco solar com raios, que era o símbolo de Samas, o deus do Sol.
A roseta era outro símbolo importante de Istar que originalmente pertenceu à Inana. Durante o Período Neoassírio, a roseta pode ter tomado o local da estrela de oito pontas como o símbolo principal de Istar. O templo de Istar na cidade de Assur era adornado com diversas rosetas.

Brasão de armas do Iraque com as estrelas de Istar (esquerda) e Samas (direita)

Bandeira do Iraque 1959–1963 com a estrela de Istar no meio

## Bandeira do Iraque
Em Árabe, o símbolo é conhecido como (em árabe: نجمة عشتار, translit. najmat eshtar). As estrelas de Istar e Samas foram apresentadas no brasão de armas do Reino do Iraque de 1932-1959.
Uma versão simplificada com raios vermelhos e um centro amarelo foi incorporada na bandeira do Iraque entre 1959-1963. Era também apresentada em combinação com o Sol de Samas no emblema nacional do Iraque entre 1959-1965.